# Gemini (chatbot)
Gemini (do února 2024 Bard) je chatbot s umělou inteligencí vyvinutý společností Google, který byl představen v roce 2023 a zaveden do vyhledávače Google. Je postaven na méně výkonné verzi LaMDA, která byla vyvinuta v roce 2021 a je upravena tak, aby nezatěžovala procesory uživatelských zařízení. Od prosince 2023 je použit nový jazykový model LLM Gemini vyvinutý společností DeepMind. Funguje jako konkurence chatbota ChatGPT od OpenAI, kterého Microsoft integroval do Microsoft Edge pod názvem Microsoft Copilot.

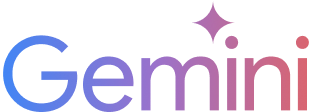
Logo Gemini

## Testování
Po spuštění ChatGPT společností OpenAI v listopadu 2022, se vedení společnosti Google rozhodlo o vývoji vlastního chatbota s umělou inteligencí. V únoru 2023 bylo rozhodnuto o pilotním testování skupinou testerů, a to jak interních, tak externích. Bard byl také zahrnut do programu Trusted Tester. Později v témže roce je také plánováno zařazení pilotní funkce do vyhledávače Google a další vylepšování funkčnosti služby.
V březnu 2023 byl ve Spojených státech amerických a Velké Británii spuštěn testovací mód chatbota Bard také pro veřejnost zapsanou na čekací listině. V červenci 2023 byl Bard zpřístupněn i v Evropské unii a naučil se několik nových jazyků, včetně češtiny a slovenštiny. Je tak dostupný ve většině států světa a je schopen přímo komunikovat ve více než 40 světových jazykových mutací, včetně češtiny.
8. února 2024 byly Bard a Duet IP nazvány novým obchodním jménem Gemini, a zároveň byla spuštěna mobilní aplikace pro operační systém Android a služba byla i integrována do Google aplikace pro platformu iOS. V roce 2024 společnost Google oznámila integraci chatbota Gemini do různých jejich produktů, včetně Androidu, internetového prohlížeče Google Chrome, do služby pro ukládání fotek a videí Fotky Google a pro sada cloudových nástrojů Google Workspace.

## Varianty Gemini (2025)
Gemini je k dispozici v úrovních Nano, Pro a Ultra:
- Gemini Nano je využíván na mobilních telefonech se systémem Android (řady telefonů Google Pixel 8 Pro a Samsung S24 modely) [12]
- Gemini Pro jako standardní verze [13]
- Gemini Ultra pro využití řešení složitějších úkolů [14]
- Gemini One AI Premium jako balíček předplatného služby Google One [15]
- Gemini for Google Workspace - integrace do služeb Gmail, Documents a Google Meet. [16]
- Gemini Business - předplatné pro aplikace Gemini Workspace [17]
- Gemini Enterprise - výkonnější verze než Business
- Google Notebook LM - spravuje na notebooku dokumenty (PDF, videa, prezentace) [18]
- Gemini 1.5 Flash
- Gemini 2.0 Flash-lite
- Gemini 2.0 Flash